# Newfoundland and Labrador Route 331
Newfoundland and Labrador Route 331, afgekort Route 331 of NL-331, is een 27,4 km lange provinciale weg van de Canadese provincie Newfoundland en Labrador. De weg bevindt zich in het oosten van het eiland Newfoundland. 

## Traject
Route 331 begint pal aan de kust als afsplitsing van provinciale route 340 net ten zuiden van het dorp Boyd's Cove. De weg gaat onmiddellijk in oostelijke richting het binnenland in met na 5 km langs de linkerzijde de aftakking van provinciale route 335. Vanaf dat punt gaat de weg gedurende 11 km in zuidoostelijke richting totdat hij in Rodgers Cove de oevers van Gander Bay bereikt.
Route 331 volgt dan in zuidelijke richting de westkust van die baai gedurende 10 km. Al doende doorkruist hij achtereenvolgens de plaatsen Victoria Cove, Wings Point, Dorman's Cove en Clarke's Head.
In Clarke's Head bevindt zich sinds 1968 de 825 meter lange Gander Bay Causeway als oversteek over het smalle zuidelijke gedeelte van Gander Bay. De causeway bestaat uit twee dijken, een langs iedere oever, die in het midden verbonden worden door een 150 meter lange brug. Aan de overkant, in het dorp Georges Point, geeft de weg uit op provinciale route 330.